# 野村貿易
野村貿易株式会社（のむらぼうえき）は、大阪府大阪市中央区と東京都港区に本社を置く総合商社。
野村徳七により設立され、戦後に財閥解体された旧野村財閥に属している。
1917年5月7日、野村徳七が設立した野村商店内に、「野村南洋事業部」が創設され、同年7月6日、ボルネオのダナウ・サラック農園を買収した。これが野村貿易の創業日となり、野村貿易は2017年に創業100年目を迎えた。

## 業務概要
インダストリー部門、フード部門、ライフ部門の3部門を主軸に輸出入業務及び外国間貿易を展開している。

### 各部門の主な取り扱い商材
【インダストリー部門】
- マテリアル事業部：鉱産品（セメント・石炭・バイオマス燃料）、天然ゴム・ラテックス、エラストマー素材（外資系大手のスチレン系、中国大手メーカーの TPUとTPEE エラストマー素材を代理販売[1]）、医薬原料（API原薬）、サプリメント原料、各種化学品原料、フレキシブル回路基板用の電子材料やディスプレイ用の光学フィルムなどの電子材料　他
- 機械事業部：各種工作機械、射出成形機（世界大手、中国海天国際控股（中国語版）社の機械を代理販売[2]）、ガソリン給油機、自動車、制御装置、NC旋盤、高圧ポンプ、省力化装置、農業機械　他

【ライフ部門】
- アパレル（ユニフォーム・ドレスシャツ・ホームウェア・パジャマ）、寝装品製品（布団・毛布・タオル・キルト・枕・カバー・ラグ）、寝装品原料（羽毛原料・ポリエステル綿原料・断熱材）、資材原料、衣料原料など

【フード部門】
- 食品原料事業部：畜産（牛肉・牛内臓肉）、畜産流通（冷凍豚肉・豚内臓肉・各種惣菜・チキンブロス・和牛輸出）他
- 食品流通事業部：食品加工（水産品原料・水産加工品）
- ウェルネス・アグリ事業部：農産（穀物・油脂・香辛料・製菓原料用の各種調製品）、ウェルネスサポート（機能性素材用原料・ペット用おやつ・ペット用品）他

【国際事業部】
- 北海道農業事業
- インドネシア魚肉ソーセージ生産事業[3]
- 浄化槽輸出事業等
- 新規事業開発

## 沿革
- 1872年 - 両替商「野村商店」を創業。
- 1917年5月7日 - 野村商店内に野村南洋事業部を創業。
- 1929年 - ヤマト土地産業株式会社設立。
- 1942年 - 野村殖産貿易株式会社と改称。
- 1945年 - 野村貿易株式会社と改称。
- 1951年 - 野村貿易株式会社と大彌産業株式会社が合併し、新野村貿易株式会社となる。
- 1956年 - 野村貿易株式会社と改称。
- 1976年 - アルトン商事株式会社設立。
- 2002年4月 - 野村貿易株式会社が野村トレーディング・ホールディングス株式会社と改称し持株会社に移行。
- 2013年11月 - 野村北海道菜園株式会社を設立
- 2016年10月 - 野村トレーディング・ホールディングス株式会社を吸収合併。
- 2017年
  - 創業100年（5月7日）
  - ゼンスイ野村フーズ株式会社を設立（現：連結子会社）

## 国内子会社
- 株式会社野村アイビー
- 野村北海道菜園株式会社
- ゼンスイ野村フーズ株式会社

## 海外子会社
- 野村貿易（上海）有限公司
- ナナチャート・トレーダーズ・コンソリデーション・リミテッド
- PT ノムラ・エクスポリンド
- ノムラ・トレーディング・ベトナム
- ノムラ・フォトランコ
- ノムラ・タンホア・ガーメント

## 支店
- シンガポール支店
- フランクフルト支店
- シアトル支店
- 台湾支店

## 駐在員事務所
- ハノイ／ホーチミン駐在員事務所

## 海外出資会社
中国
- ISHIBASHI GEARBOX (YINCHUAN) CO., LTD

インドネシア
- P.T. Meiji Indonesian Pharmaceutical Industries
- P.T. Otsuka Indonesia
- P.T. Srithai Maspion Indonesia
- P.T. Osaki Medical Indonesia
- P.T. Mermaid Textile Industry Indonesia
- P.T. Sekar Seinan Food

ラオス
- Lao Stanley Co., Ltd.
- KP3G & NOMURA TRADING CO., LTD.

タイ
- Ozeki & Rosewood Co., Ltd.
- Tatsuno (Thailand) Co., Ltd.
- Nippon Carbide Industries (Thailand) Co., Ltd.
- Thai Meiji Pharmaceutical Co., Ltd.
- Thai MFC Co., Ltd.

ベトナム
- NCI (Vietnam) Co., Ltd.
- Otsuka OPV Joint Stock Company., Ltd.
- GF Vietnam Co., Ltd.

## 旧野村財閥系企業
- 大和銀行（現：りそな銀行）
- 野村證券
- 野村総合研究所
- 野村不動産（高級住宅地を中心に分譲しているPROUDシリーズで知られる）
- 野村土地建物（旧野村證券グループのオフィスビル管理・保有部門を継承）
- 野村殖産
- 野村建設工業

## 主な関係者
- 野村徳七
- 寺田和正 - 株式会社サマンサタバサジャパンリミテッド代表取締役社長